# Pimelodella steindachneri
Pimelodella steindachneri är en fiskart som beskrevs av Eigenmann, 1917. Pimelodella steindachneri ingår i släktet Pimelodella och familjen Heptapteridae. Inga underarter finns listade i Catalogue of Life.